# Vallejauratje
Vallejauratje är en sjö i Sorsele kommun i Lappland och ingår i Umeälvens huvudavrinningsområde. Sjön har en area på 0,0789 kvadratkilometer och ligger 836,4 meter över havet. Vallejauratje ligger i Vindelfjällen Natura 2000-område.

## Delavrinningsområde
Vallejauratje ingår i det delavrinningsområde (732249-151061) som SMHI kallar för Mynnar i Tjulån. Medelhöjden är 829 meter över havet och ytan är 29,42 kvadratkilometer. Räknas de 18 avrinningsområdena uppströms in blir den ackumulerade arean 125,78 kvadratkilometer. Karsbäcken som avvattnar avrinningsområdet har biflödesordning 4, vilket innebär att vattnet flödar genom totalt 4 vattendrag innan det når havet efter 409 kilometer. Avrinningsområdet består mestadels av skog (22 procent) och kalfjäll (78 procent). Avrinningsområdet har 0,08 kvadratkilometer vattenytor vilket ger det en sjöprocent på 0,3 procent.